# Beierobisium oppositum
Beierobisium oppositum är en spindeldjursart som beskrevs av Vitali-di Castri 1970. Beierobisium oppositum ingår i släktet Beierobisium och familjen Gymnobisiidae. Inga underarter finns listade.